# Angediva
Angediva (inglese Anjadip/Anjediva Island; konkani आन्जादीप द्वीप Anjadip dviipa; portoghese Ilha de Angediva) è un'isola indiana nel Mar Arabico, al largo della costa del Distretto del Kannada Settentrionale, 4 km a sud-ovest di Karwar. Si estende su 1,5 chilometri quadri (0,58 mi²) e non ha popolazione residente. È collegata alla terraferma da un frangiflutti.
L'isola ha fatto parte dell'India portoghese fino al 1961, anno in cui è passata sotto dominio indiano. Ospita il Forte di San Michele, costruitovi dai portoghesi, all'interno del quale si trovano i santuari di Nostra Signora delle Sorgenti (pt. Nossa Senhora das Brotas) e San Francesco d'Assisi. Oggi è parte della base navale "INS Kadamba", sotto la diretta giurisdizione della Marina militare dell'India.

## Geografia
L'isola, circondata dal Mar Arabico, si trova a circa 1,8 km dal Distretto del Kannada Settentrionale, 4 km a sud-ovest di Karwar (un tempo Baticala, o regno di Garsopa, in epoca portoghese) e circa 87 km a sud di quella che un tempo era la città di Goa Velha. L'isola misura 1,5 chilometri quadrati, 1,3 km di lunghezza ed è larga in media 300 metri.
L'unica presenza regolare sono i membri della Marina militare dell'India. Occasionalmente, altri visitatori e pescatori vi si imbattono. Nel XIX secolo, circa 200 persone vi avevano insediamenti permanenti.

## Storia

### Il dominio portoghese
Vasco da Gama rivendicò l'isola come territorio della corona portoghese il 24 settembre 1498 durante il suo viaggio di ritorno dall'India, quando riportò in patria notizia di aver tracciato quella che poi sarebbe divenuta nota come la "Rotta del Capo" dall'Europa al Subcontinente. Pedro Alvares Cabral, comandante della seconda spedizione portoghese in India, vi sbarcò il 22 agosto 1500, questa volta nel viaggio di andata. Da lì in avanti, l'isola divenne tappa fissa per le navi portoghesi che giungevano nel Subcontinente seguendo la Carreira da Índia.
Con il monsone, le flotte portoghesi di solito arrivavano ad Angediva dall'Africa all'inizio di settembre, a volte alla fine di agosto. Dall'isola, le navi sostituivano alla vela quadra usata per la navigazione oceanica quella latina per il cabotaggio verso sud lungo la costa del Malabar fino alla città di Kochi (po. Cochin), nel Kerala, il principale porto di spezie accessibile ai portoghesi, loro quartier generale e centrale operativa in India nei primi decenni di creazione dell'India portoghese.

L'isola era però inadeguata come testa di ponte perché incapace di sostentare le flotte in riparazione e in attesa dei venti favorevoli per Kochi (vi si trovavano solo alcuni villaggi di pescatori) e ubicata in acque pericolose, infestate dai pirati e dalle flotte in costante guerra del sultanato di Bijapur (musulmano) e dell'Impero di Vijayanagara (indù). Oltretutto, i venti che portavano la flotta a Kochi impedivano alle navi la traversata opposta in caso di bisogno.

Il 13 settembre 1505, il primo viceré portoghese d'India, Dom Francisco de Almeida, appena giunto da Lisbona, sbarcò su Angediva ed ordinò la costruzione del Forte di San Michela per mettere quanto più possibile in sicurezza il sito. Il fortino fu però distrutto pochi mesi da forze del Bijapur che da lì a qualche anno entrarono in rotta di collisione con i portoghesi salvo esserne sconfitti nella battaglia di Diu.

Il successore di Almeida, Alfonso de Albuquerque, sfruttò Angediva come base di partenza per la conquista di Goa nel 1510, salvo poi spostare proprio a Goa, un sito molto più confortevole, sia logisticamente sia militarmente, il primo punto d'approdo portoghese post attraversamento dell'Oceano Indiano.
Angediva rimase disabitata fino al 1661 quando, a seguito degli accordi matrimoniali per le nozze tra Caterina di Braganza e Carlo II d'Inghilterra, entrò nell'orbita politica britannica. Il viceré portoghese Antonio de Melo e Castro rifiutò di consegnare Bombay alla Compagnia britannica delle Indie orientali, misconoscendo gli accordi per la dote dell'Infanta Caterina. La Compagnia sbarcò allora delle truppe nel 1665, comandate da James Ley, III conte di Marlborough, e accompagnate dal futuro governatore generale Sir Abraham Shipman, che vennero però falcidiate dal monsone: degli oltre 500 uomini giunti, solo 191 uomini sopravvissero per lasciare l'isola e Marlborough non fu tra loro.
Angediva tornò disabitata fino a quando le incursioni dei Maratti di Sambhaji nel 1682 costrinsero i portoghesi a ricostruire il forte. L'opera fu ordinata dal viceré Francisco de Távora, conte di Alvor, come documentato da una targa posta sulla fortezza. Oltre al Forte di San Michele, l'isola era difesa da altri forti. Furono costruite caserme militari ed una chiesa dedicata alla Madonna delle Sorgenti (costruita nella sua forma attuale solo nel 1729 e sorta luogo in cui sbarcò Cabral nel 1500 ed ove l'ammiraglio, stando alle fonti, partecipò alla prima messa celebrata dai portoghesi in India, officiata da Fra' Henrique de Coimbra dell'ordine francescano), insieme ad una cappella dedicata alla Maria Addolorata (Nossa Senhora das Dores) e a San Francesco d'Assisi. Una grande cisterna per l'acqua potabile forniva acqua alle baracche e alle navi. L'isola, a quel tempo, ospitava cristiani e indù del confine costiero continentale.

Durante i torbidi provocati dall'invasione dei regni di Bednore e Soonda da parte delle forze musulmane di Fateh Ali Tipu che creò il nuovo potentato di Khodadad conquistando il trono dei Maragià di Mysore, Angediva raggiunse il suo massimo sviluppo: nel 1768 ebbe un governatore con personale civile e 350 soldati.
Nel 1856 l'isola fu colpita da una grave epidemia, attribuita a un cimitero posizionato vicino alla sorgente d'acqua che riforniva la popolazione. Una volta trasferito il cimitero sul lato nord dell'isola, le condizioni di vita  migliorarono notevolmente. La popolazione che nel frattempo si era stabilita a Boca de Vaca a Panjim non volle però ritornare ad Angediva.
Nel 1954 le relazioni tra Portogallo e India iniziarono a deteriorarsi e del personale militare in pensione si stabilì quindi ad Angediva. A seguito di accuse di incursioni da parte delle forze armate indiane, i portoghesi collocarono un distaccamento militare sull'isola. I collegamenti con Goa furono mantenuti ma nella stagione dei monsoni l'isola era isolata.
Nel 1960, su iniziativa del governatore generale Vassallo e Silva, furono restaurate la Chiesa di Nostra Signora delle Fonti e la Cappella di San Francesco d'Assisi insieme alla caserma dell'isola.

### Annessione all'India

Stemma dell'India portoghese (1935-1951).

Il 24 novembre 1961, poco prima dell'invasione dell'India portoghese da parte della Repubblica dell'India, Angediva fu teatro di un incidente quando una nave passeggeri indiana, la Sabarmati, fu colpita dal fuoco della guarnigione militare portoghese, con conseguente ferimento di un membro dell'equipaggio ed uccisione di un passeggero. Il governo portoghese sostenne che le acque territoriali dell'isola era state invase. Sebbene fosse già in preparazione, l'incidente contribuì allo scoppio della c.d. "Operazione Vijay" che portò all'annessione indiana di Goa ed all'epilogo dell'occupazione portoghese di Goa.
Riconoscendo l'importanza strategica di Angediva, il governo indiano procedette ad occupare l'isola il 22 dicembre dello stesso anno. Il tenente Arun Auditto guidò una squadra da sbarco che assalì e catturò l'isola in un'azione militare che costò la vita a sette soldati indiani, ricordati con un monumento posto in loco. La popolazione civile si ridusse allora a quattro persone: due donne anziane, un uomo e un bambino. Dopo il 1961, i circa 200 pescatori che frequentavano Anjediva emigrarono in pianta stabile sulla terraferma.
L'isola rimase abbandonata fino al 1982, quando, su iniziativa di un sacerdote locale, la chiesa fu restaurata e ripresero i pellegrinaggi.

### Storia recente
A seguito di un accordo del 1987 tra il governo di Goa e la Marina indiana, l'isola è diventata parte della base navale di Karwar dal 1991. È conosciuto come "INS Kadamba" o "Seabird" e si prevede che diventerà una delle più grandi basi navali dell'Asia. L'iniziativa, intrapresa dall'allora primo ministro di Goa Ravi S. Naik, fu fortemente contestata poiché l'isola era considerata parte del patrimonio storico di Goa. La costruzione della base includeva l'installazione di un frangiflutti lungo 1.800 metri che collegava la punta nord-est dell'isola alla punta di Binaga sulla terraferma per consentire l'accesso stradale.
Nel 2016, il Parlamento dell'India ha annunciato che, in ragione della natura critica e delicata il progetto Seabird, la libera circolazione delle persone su Angediva non poteva più essere garantita. Questo ha creato un problema locale poiché da allora è stato impossibile concedere il permesso di celebrarvi le feste annuali di Nostra Signora di Brotas (2 febbraio) e dell'Eremo di San Francesco d'Assisi (4 ottobre).

## Cultura
L'isola è nota per la festa annuale di Nostra Signora delle Sorgenti (Nossa Senhora das Brotas) il 2 febbraio e per la Festa dell'Eremo di San Francesco d'Assisi il 4 ottobre.